# Неджі Жуїні
Неджі Жуїні (араб. ناجي الجويني, нар. 12 серпня 1949, Беджа) — туніський футбольний арбітр. Міжнародний арбітр ФІФА з 1982 до 1994 року.

## Кар'єра
Він працював на таких великих змаганнях :
- Юнацький чемпіонат світу з футболу 1987 (дві гри) ;
- Кубок Азії 1988 (1 матч) ;
- Молодіжний чемпіонат світу 1989 року (три гри) ;
- Кубок африканських націй 1990 (матч за третє місце) ;
- Чемпіонат світу 1990 (1 матч) ;
- Кубок африканських націй 1992 (дві гри) ;
- Кубок Азії 1992 (дві гри) ;
- Чемпіонат світу 1994 (дві гри).